# Norton (Massachusetts)
Norton – miasto w Stanach Zjednoczonych, w stanie Massachusetts, w hrabstwie Bristol.